# Acacia leioderma
Acacia leioderma är en ärtväxtart som beskrevs av Bruce R. Maslin. Acacia leioderma ingår i släktet akacior, och familjen ärtväxter. Inga underarter finns listade i Catalogue of Life.